# Mustapha Tchakerstadion
Het Mustapha Tchakerstadion is een multifunctioneel stadion in Blida, Algerije. Het stadion wordt vooral gebruikt voor voetbalwedstrijden. In het stadion kunnen 37.000 toeschouwers. Het Algerijns voetbalelftal speelt in dit stadion regelmatig internationale wedstrijden. Ook de voetbalclub USM Blida gebruikt dit stadion voor zijn thuiswedstrijden.